# 누페족

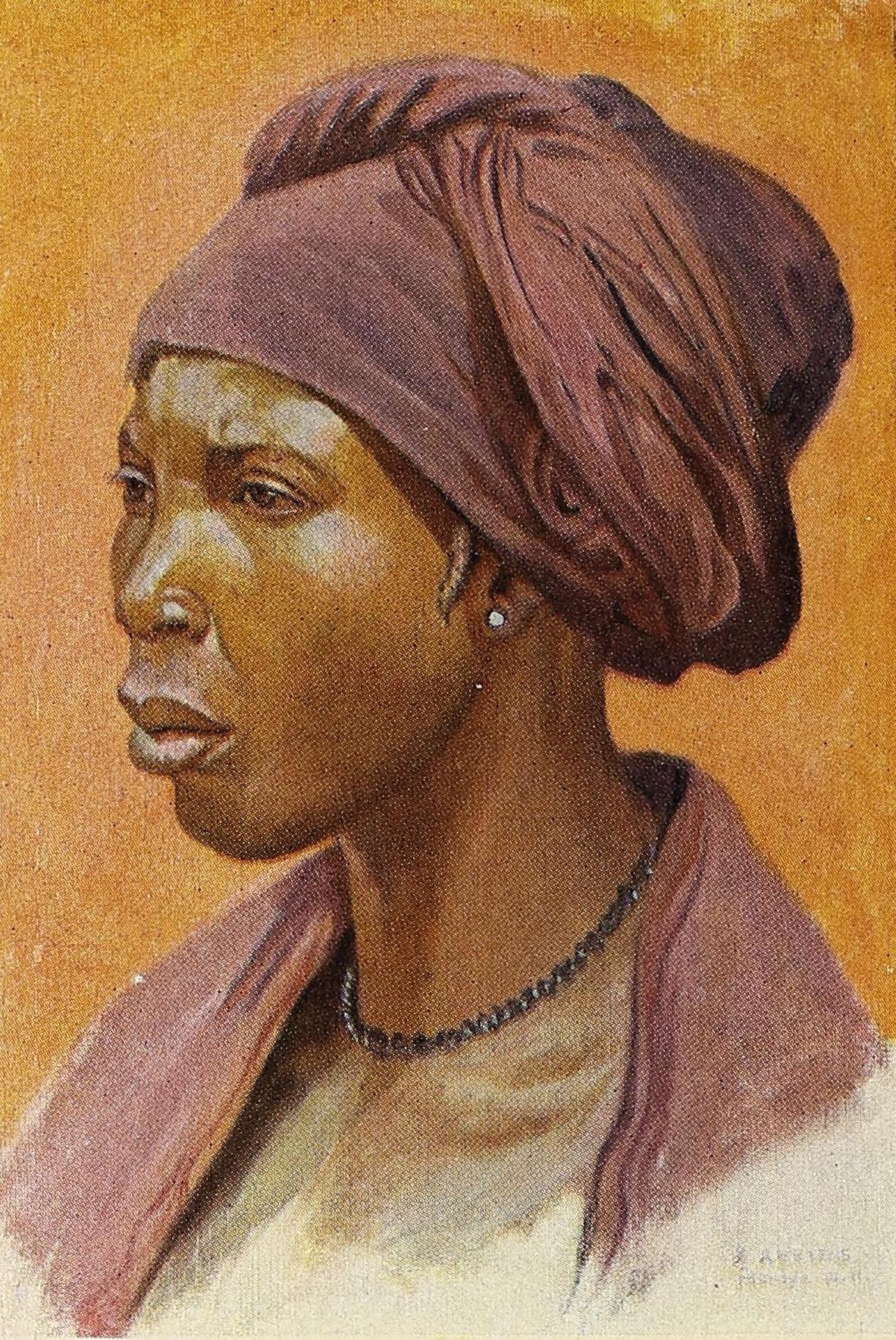
누페족 여인 (1911년, Carl Arriens)

누페족(Nupe)은 나이지리아 북중부의 토착 민족이다. 나이저주에서 다수를 이루며 콰라주에서도 주요 소수집단 중 하나이다. 코기주와 연방 수도에도 상당한 인구가 거주한다. 약 4백만 명의 인구가 있으며 대부분 이슬람교를 믿으나 소수의 기독교나 토착 신앙 신자도 있다. 니제르콩고어족의 누페어를 모어로 사용한다. 이들은 이웃한 하우사인들에게 Nufawa, 요루바인들에게 Tapa라고 불렸다.
14~15세기 나이저강과 카두나강 사이에 누페 왕국이 처음 등장했고, 1770년경 왕국은 이슬람을 받아들였다. 비다 토후국 등 여러 전통 국가 체제가 있다. 다양한 고대 전통이 있으며 주로 구두로 전해져 내려왔는데, 19세기 소코토 지하드의 영향으로 여러 관행이 바뀌었다.